# Hou Tu

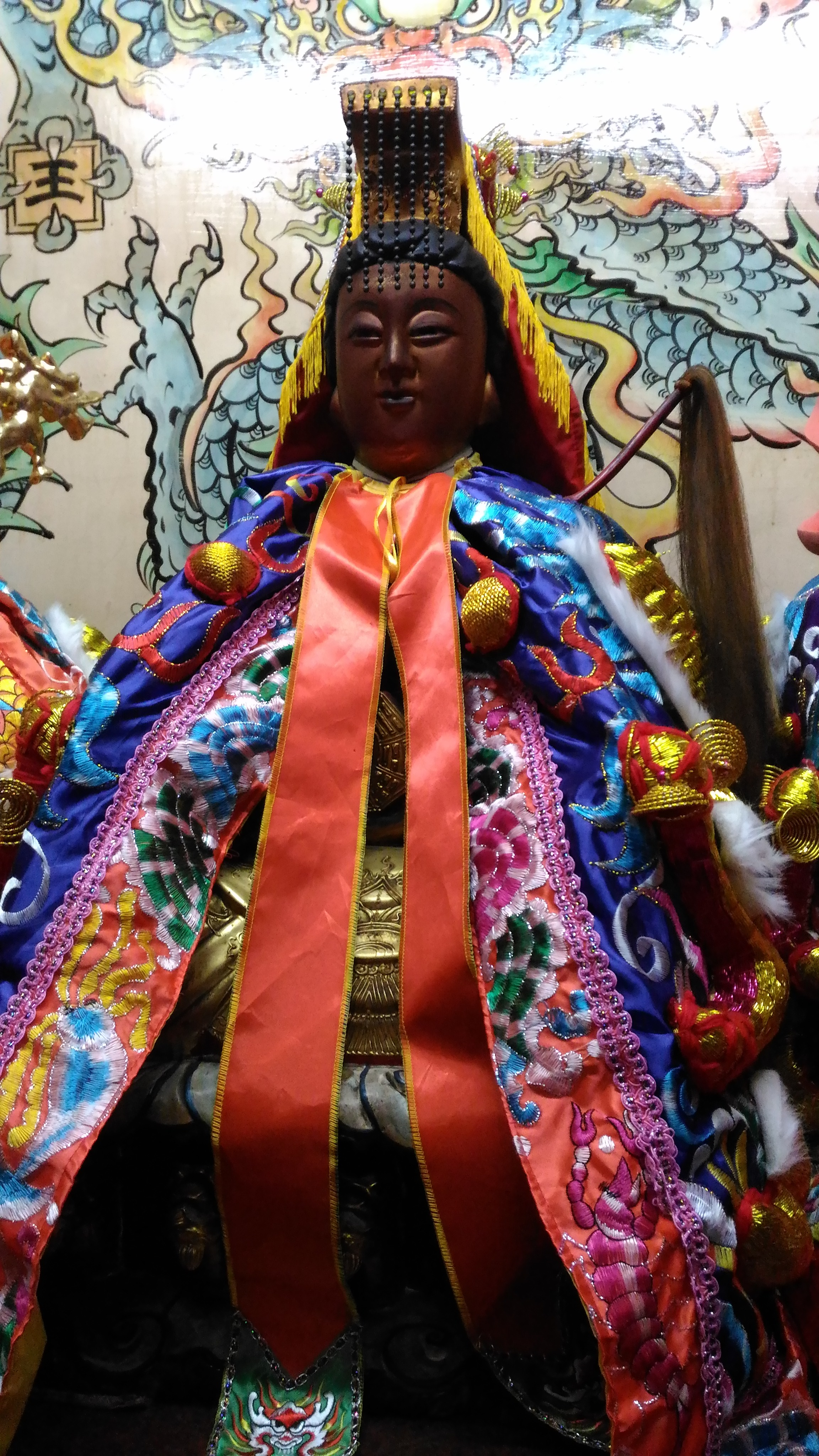
Estatua de Demu Niangniang (Lady Madre Tierra), adorada en un templo en Taiwán.

Hou Tu (o Hou T'u, actualmente conocido como Hou Tu Nainai), en la mitología china, es el dios de la tierra y el suelo. Fue adorado por primera vez por el Emperador Wu de la dinastía Han el año 113 a. C..